# Thomas Edison
Thomas Alva Edison (født 11. februar 1847 i Milan, Ohio, død 18. oktober 1931 i West Orange, lidt nordvest for Newark, New Jersey) var en amerikansk telegrafist, opfinder og forretningsmand som udviklede en lang række vigtige forbrugsvarer. Blandt hans opfindelser var fonografen (1877), en forbedring af den elektriske glødelampe (1879) og diktafonen (1887).
Edison har patent på over 1.000 opfindelser. Han var en af de første i verden med privat udendørs pool i sit sommerhus i Florida, Edison & Ford Winter Estates.

## Thomas Edisons tidlige liv
Thomas Edison blev født 11. februar 1847. Hans forældre tilhørte middelklassen i byen Milan i staten Ohio.
Edison var igennem sin skoletid konstant på jagt efter viden. Da han fyldte syv år, fik hans lærer, præsten, nok af hans spørgen og hans selvcentrerede adfærd. Læreren mente, at den hyperaktive drengs hjerne var dum og forvirret, og at det hang sammen med hans store hoved. Hans tunghørhed spillede ikke ind ved vurderingen.
Fru Edison tog straks Thomas ud af skolen og underviste ham hjemme. Hun var overbevist om, at sønnens usædvanlige opførsel og fysiske fremtoning var tegn på hans bemærkelsesværdige intelligens.
Da Thomas var 11 år gammel, prøvede hans forældre at mætte hans nysgerrighed ved at lære ham at bruge det offentlige bibliotek. Thomas læste alle bøgerne fra en ende af, selv om forældrene forsøgte få ham til at læse bøger, som passede til hans alder. Allerede som 12-årig havde Edison læst mange videnskabelige bøger af høj sværhedsgrad som
Edward Gibbons Det romerske riges storhed og fald, Sears' Verdenshistorie, Robert Burtons Anatomy Of Melancholy og The World Dictionary of Science.
Thomas blev så begejstret over den naturvidenskabelige litteratur, at hans forældre ikke kunne holde ham tilbage. Da han begyndte at spørge om naturvidenskab, fik de en klog vejleder til at hjælpe ham til at forstå Newtons love. De hjalp Edison til at skabe sin egen frie måde at tænke på.

## Begyndelsen på karrieren
Edison havde fra en tidlig alder problemer med hørelsen. Det gjorde, at han kedede sig i skolen. Han blev undervist hjemme i fem år, og han måtte siden supplere med selvstudier. Edison bestod aldrig en eksamen.
I 1859 arbejdede han som medhjælper på jernbanen. Her så han telegrafen og gik i 1863 i lære som telegrafist. På det tidspunkt var batterier den primære elektriske kilde.,

## Thomas Edison som telegrafist
Da han var 15, fik en dramatisk hændelse indflydelse på hans liv: han så en dreng i livsfare og reddede ham. Drengens taknemmelige far tilbød at lære Edison telegrafi og morse. Thomas fik arbejde som telegrafoperatør, da telegrafisten skulle med i den amerikanske borgerkrig. Da borgerkrigen var slut, drog Edison ud i verden for at gøre sin lykke. De næste år arbejdede han som rejseoperatør. I sin fritid lavede han forsøg. Han elskede at opfinde, og fortsatte med det til sin død. I 1868 flyttede Edison til Boston, hvor han arbejdede som telegrafist til 1869. Nu sagde han sit job op og bestemte sig til udelukkende at arbejde med sine opfindelser. Han fik første gang patent på en i juni 1869. Opfindelsen hed “electric vote recorder”.,
Det var en elektrisk stemmetæller. Den blev en fiasko, fordi politikerne mente, at den tid, den sparede, skulle være brugt til at påvirke kollegerne. Nu svor Edison, at han kun ville gøre nyttige opfindelser

## To ægteskaber og seks børn
Thomas Edison fik en stor familie. Mary var hans første kone, og de var gift fra 25. december 1871 til hun som 29 årig døde 9. august 1884. De fik Marion, “Dot”,(1873), Thomas Alva Jr., “Dash” og William (1878). Med Mina, som han blev gift med i 1886, fik han Madeleine (1888), Charles (1890) og Theodore (1898).

## Menlo Park (1876-1881)
I 1876 valgte Thomas Edison 30 år gammel at sælge sine aktiver for at skabe et veludstyret laboratorium. Laboratoriet var det første af sin art og lå i Newark lidt uden for New York. Det flyttede samme år til Menlo Park i New Jersey. Ved indvielsen udtalte Thomas Edison: ”Jeg forventer at gøre en lille opfindelse, hver tiende dag, og en stor hver sjette måned eller der omkring”. Edison ansatte en gruppe teknikere og besluttede sig for at vie sit liv til opfindelser. Han var verdens første professionelle opfinder.
Thomas Edison havde stor tiltro til sig selv og sine medarbejdere. Men det var ham, der kom med ideerne, og medarbejderne var der kun for at realisere dem. ”Jeg har ikke for vane at bede mine assistenter om at komme med ideer. Jeg får som regel alle de ideer, jeg har brug for. Vanskeligheden ligger i at bedømme, hvilke af dem der skal satses på”.

## Elektrisk lys
Da Edison satsede alt på at opfinde, var et af hans mål at udbrede brugen af elektrisk lys. Han var meget optimistisk, men de første forsøg gik dårligt. De første metaltråde til at generere lyset i en luftfyldt glødepære brændte over efter få sekunder på grund af den høje temperatur. Han mente at platin kunne løse problemet, men det virkede heller ikke. Hans første løsning på problemet var at lave en regulator, der kortsluttede systemet, når temperaturen var høj nok, så en stor del af energien blev omledt. Men det gik han hurtig væk fra. Han prøvede også med vakuum. Det forlængede trådens levetiden til en time. Da han prøvede med andre stoffer i vakuum, prøvede han blandt andet med en form for kultråd, der holdt i 13 timer. Efter et års hårdt arbejde blev han ved med at forbedre pæren, og nytårsaften 1879/80 kunne han for første gang lave en offentlig præsentation. Det gjorde han ved at bade hele Menlo Park i lys. Da det elektriske lys skulle installeres, var der en del tekniske problemer: Fremstillingen af pæren skulle forenkles, dynamoerne skulle forbedres kraftigt, elkablerne skulle kunne graves ned, og der skulle laves en del andet. Alt det løste Edison og hans medarbejdere, og efter at konceptet var demonstreret på el-værket i Pearl Street, gik det stærk med udbredelsen af det elektriske lys i USA.
Efter opfindelsen af glødepæren voksede hans kapital, for investorerne var meget interesseret i den epokegørende opfindelse. Med den store kapital fik Edison nu mulighed for at udvide laboratoriet og ansætte en større stab. Det var nødvendigt, for den nye glødepære virkede kun i et par sekunder før tråden brændte over, og investorerne ville se resultater. Edison ansatte derfor tre grupper i laboratoriet, til at arbejde med forskellige komponenter i forbindelse med glødepæren og hele det elektriske system. Én gruppe fik til opgave at betjene og forbedre vakuumpumperne, som skulle skabe vakuum i pæren. En anden gruppe skulle konstruere en ny dynamo, mens den sidste gruppe arbejdede videre med selve pæren.
Ud over opfindelsen af glødepæren fik Edison og hans medarbejdere patent på omkring 400 opfindelser, blandt andet fonografen, elektriske generatorer og udstyr til belysning.

## Det første el-værk i Pearl Street på Manhattan
Edison var ikke blot kendt for opfindelsen af glødelampen, for den var der flere andre, der også opfandt. Edisons opfindelse var meget større og af mere revolutionerende karakter. Hans glødelampe blev det centrale i et omfattende elektrisk system. Det skulle føre billig elektricitet fra et centralt elværk til alle boliger, kontorer og fabrikker i omegnen.
Men Edisons kraftværk var ikke så ligetil. Først og fremmest skulle el-pæren forenkles, da den var for dyr at fremstille. De nyudviklede dynamoer for små, og der skulle konstrueres nye. El-kablerne skulle kunne graves ned for at beskytte dem.
Derudover skulle der udvikles en lang række ”småting” som lampefatninger, kontakter, sikringer og el-målere.
De store opfindelser blev afprøvet i detaljer. I december 1880 stiftede Edison Electric Illuminating Company of New York til at føre hans geniale opfindelse ud i livet. Der blev bygget fabrikker til fremstilling af de forskellige komponenter i systemet.
I Pearl Street på Manhattan åbnede det første kraftværk den 4. september 1882. Fra den dag fik 82 forbrugere med 400 lamper strøm fra Pearl Street. Men tallet voksede hurtigt, og i 1884 var der over 500 forbrugere med mere end 11.000 lamper.
Edisons kraftværk spredte sig til resten af verden. Overalt blev der bygget glødelampefabrikker og elværker.

## Jævn- eller vekselstrøm
Thomas Edisons elektriske system byggede på jævnspænding (og dermed jævnstrøm, DC, "direct current") med ikke så høj spænding. Det betød, at systemet tabte effekt over større afstande, fordi modstanden i transmissionsledningerne blev for stor i forhold til belastningen. Jævnstrøm kan kun sendes over nogle få kilometer. Det var derfor en nødvendighed for Edison, at der var generatorer alle steder, hvor strømmen skulle bruges. Men Edisons sans for markedsføring gav ham et stort forspring. Den egentlige grund til at jævnspænding tabte var, at man dengang ikke billigt kunne omforme lav jævnspænding (generator) til høj jævnspænding (over transmissionsledningerne) og tilbage igen til lav jævnspænding (bygningers belastninger).
En anden amerikansk el-pioner, George Westinghouse, så svagheden ved Edisons system. Det ønskede han at udnytte, og sammen med Nikola Tesla udviklede han det mere effektive vekselstrømssystem (AC, "alternating current"). Det kunne transformere spændingen så højt, så strømmen kunne sendes over store afstande med et meget lille tab. Det var en kraftig forbedring af jævnstrøms-systemet, da det kun behøvede få kraftværker.
Edison, der ønskede at fastholde sin førsteplads på markedet, satte alle kræfter ind på at udvikle sit system til at transportere strømmen over større afstande. Hele systemet blev forfinet, men det gav kun minimale forbedringer. Edison indledte så en propagandakampagne, der skulle miskreditere vekselstrømmen. Nogle af Edisons ansatte begyndte at henrette dyr ved hjælp af højspændings-vekselstrøm. Der blev lavet omhyggelige skemaer over, hvor mange watt hvert dyr kunne tåle før det døde. Det førte til, at staten New York ønskede, at prøve elektricitet til at henrette dødsdømte, da staten mente, det var mere humant end hængning. Derfor bad de Edison om, at udvikle et system, der kunne bruges til det.
Edisons propaganda virkede ikke, og AC-systemet vandt. Det bruges i dag. Selv om George Westinghouse og Nikola Tesla opfandt AC-systemet, anses Edison som den største opfinder. Det skyldes hans evner til at udbrede og markedsføre sine opfindelser. Westinghouse havde egentlig vundet konkurrencen, men han havde til sidst ingen investorer og gik konkurs.

## Thomas Edison og den elektriske stol
Edison brugte voldsomme demonstrationer til at markedsføre sine ideer. I West Orange gav Harold Brown fra Edisons laboratorium 25 cent for katte og hunde. De blev brugt til hans eksperimenter: De blev sat på en metalplade, som var forbundet med en Westingshouse-generator. Brown slog katte og hunde ihjel og senere også køer og heste. Trods protester nægtede Brown at stoppe sine eksperimenter. Han spillede senere en stor rolle i ”elektricitets krigen”: i januar 1903 gik elefanten Topsy amok i Coney Islands forlystelsespark og dræbte tre dyrepassere. Nu skulle dyret aflives, og Edison blev tilkaldt. Han brugte Browns metode med metalplader forbundet med en generator. Elefanten blev aflivet med vekselstrømmen.
George Westinghouse blev rasende og protesterede i New York Times mod Edisons voldsomme eksperiment.
Nikola Tesla prøvede at undgå konflikt ved at udføre eksperimenter i fine selskaber, hvor han lod vekselstrøm løbe igennem sig selv, så en glødepære kunne lyse uden en kraftkilde. Herved viste han, at vekselstrøm ikke er spor farligt.
En anmodning til Edison førte til en skelsættende udvikling. Hans eksperimenter med dyr havde givet ansvarlige i New York en idé til henrettelse med elektricitet.
Edison svarede, at vekselstrøm ville være anvendeligt til formålet. Han anbefalede at Harold Brown udviklede et henrettelsesanlæg med generatorer fra Westinghouse.
I maj 1889 blev William Kemmler dømt for mord. Han blev dømt til døden med ”henrettelse ved elektricitet eller en Westinghouse”, som Edison sagde.
Da Westinghouse hørte om det, hyrede han en advokat til at protestere mod at slå forbrydere ihjel med elektricitet. Westinghouse ønskede det forbudt, da vekselstrøm ellers ville blive anset for livsfarlig, og hans selskab ville lide tab. Efter 14 måneder sluttede høringen med, at det blev besluttet at henrette Kemmler med 1.000 volt.
Harold Brown havde bygget en elektrisk stol med elektroder til hovedet og det ene ben. De skulle sende den dødbringende strøm gennem kroppen. Kemmlers henrettelse var en fiasko. 1.000 volt var ikke tilstrækkeligt til at dræbe ham. Ingen vidste, hvor længe strømmen skulle være tændt for at slå ihjel. De prøvede en gang til, men denne gang skruede de op på 2.000 volt. Det gjorde en ende på Kemmlers liv. ”Et forfærdeligt syn, værre end hængning,” skrev en avis om landets første anvendelse af den elektriske stol.
Westinghouse var chokeret. ”De kunne lige så godt have brugt en økse” sagde han.

## Thomas Edisons gamle dage (1911-1931)
I 1911 blev Thomas Edisons firma omdøbt til Thomas A. Edison Inc. Firmaet blev mere struktureret, og Edison blev mindre involveret i de daglige opgaver. Han traf dog stadig de store beslutninger. Firmaets nye mål blev at holde sin plads på markedet i stedet for at fokusere på nye opfindelser.
I 1920'erne blev Thomas Edisons diabetes værre, og han begyndte at bruge mere tid sammen med sin kone. Thomas Edisons forhold til sine børn var dårligt, da han ikke havde brugt meget tid på dem. På grund af hans tilstand blev hans søn Charles Edison direktør, mens Thomas Edison blev ved med at eksperimentere hjemme. Et af de sidste eksperimenter, han var interesseret i, var at finde et alternativ til gummi.
Thomas Edison gik i koma 14. oktober 1931. Han døde 18. oktober 1931 på sin ejendom, Glenmont, i West Orange i New Jersey.

## Firmaer der bærer Edisons navn
- Edison Manufacturing Company
- Edison General Electric fusionerede med Thomas-Houston Electric Company for at forme General Electric.
- Commonwealth Edison
- Consolidated Edison
- Edison International

- Southern California Edison
- Edison Mission Energy
- Edison Capital

- Detroit Edison
- Edison Sault Electric Company
- First Energy

- Metropolitan Edison
- Ohio Edison
- Toledo Edison

- Edison S.p.A
- Boston Edison
- Edison Electric Institute